# General Insurance Corporation of India
Die General Insurance Corporation of India, in der Regel mit GIC oder GIC Re abgekürzt, ist ein international tätiges Rückversicherungsunternehmen mit Hauptsitz in Mumbai. Das 1971 gegründete Unternehmen ist vor allem im  Nichtlebensrückversicherungsbereich tätig und gehört zu den 20 größten Rückversicherern weltweit. Zeitweise war die Gesellschaft Holding für die staatlichen Sachversicherungsunternehmen.

## Hintergrund
Die General Insurance Corporation of India entstand 1971 bei einer Neuordnung des Versicherungswesens in Indien als dem Finanzministerium gehörende Holdinggesellschaft für die nach Zusammenlegung der privatwirtschaftlichen Sachversicherungsunternehmen zu vier Gesellschaften, die 1972 verstaatlicht wurden. Ab 1973 rückversicherte die Gesellschaft ihre Tochtergesellschaften, dabei hatte sie fortan das Monopol für den indischen Rückversicherungsmarkt. Zur Jahrtausendwende wurde eine erneute Reform des Versicherungswesens initiiert, in deren Folge die Gesellschaft zum reinen Rückversicherungsunternehmen gewandelt wurde. In diesem Zusammenhang zeichnete sie ab 2002 auch ausländisches Rückversicherungsgeschäft, 2003 wurden die mittlerweile im Wettbewerb mit privatwirtschaftlichen Versicherungsunternehmen stehenden Erstversicherungstöchter entflochten und dem Finanzministerium direkt unterstellt. 2016 fiel das Monopol für Rückversicherungen, seither können auch andere nationale wie internationale Rückversicherungsanbieter im indischen Sachversicherungsmarkt agieren. Dennoch müssen 5 % der Versicherungssumme weiterhin bei der GIC rückversichert sein, 2019 wurde diese Regulierung bestätigt. Seit Oktober 2017 ist GIC an der Börse gelistet, dabei wurden für 14,2 % der veräußerten Anteile – der restliche Teil verblieb beim indischen Staat – umgerechnet zirka 1,5 Milliarden US-Dollar erlöst.
2014 expandierte GIC ins Ausland, als der südafrikanische Rückversicherer Saxum Re übernommen wurde. Die Gesellschaft wurde in GIC Re South Africa umbenannt und zeichnet vornehmlich Geschäft in Südafrika, aber auch im restlichen Afrika ohne Libyen und Ägypten. 2018 wurde in Moskau GIC Perestrakhovanie gegründet, nach Erhalt der Rückversicherungslizenz 2020 wird über die Gesellschaft in den Mitgliedsländern der Gemeinschaft Unabhängiger Staaten bzw. den Einzelstaaten der ehemaligen Sowjetunion Rückversicherungsgeschäft gezeichnet. Während die Mutter sich auf das Nichtlebensrückversicherungsgeschäft konzentriert, haben Tochtergesellschaften Finanz- sowie Lebensrisiken in ihren Büchern. Zudem ist die GIC seit April 2018 über ein Syndikat an der Rückversicherungsbörse Lloyd’s of London vertreten.
Die GIC verwaltet den 2002 aufgelegten indischen Versicherungspool für Terrorrisiken Indian Market Terrorism Risk Insurance Pool, an dem sie ebenso wie alle in Indien beheimateten Versicherungsunternehmen beteiligt sind. Seit Auflegung des indischen Nuklearpools India Nuclear Insurance Pool gehört GIC zu den Risikoträgern.